# Remington Spartan 310
Remington Spartan 310 двоствольна рушниця з вертикальним розташуванням стволів. Існує кілька різних моделей, кожна з них має різний калібр.
Рушницю Spartan 310 поставляє Remington Arms з Медісона, штат Північна Кароліна. Це варіант класичної російської рушниці ІЖ-27, яку випускав Іжевський механічний завод для експорту під торговою маркою "Байкал". Spartan 310 є недорогим у порівнянні з іншими двоствольними рушницями. Його зазвичай використовують для полювання на птахів, а також в спортивній стрільбі, наприклад, стрільба по тарілочкам та стендовій стрільбі.  Remington припинив імпортувати рушницю в 2009 році.

## Особливості
Spartan 310 мав горіховий приклад і ложе, стрілець міг обрати автоматичний ежектор або екстрактор, крім того була присутня вентильована планка над стволом. В рушниці використовувала гвинтові чокові трубки SPR . Зазвичай перший постріл був з нижнього ствола, але стрілець міг перемкнути курок на верхній ствол коли зброя заряджена та закрита.  Відкривання затвора автоматично вмикало ручний запобіжник, який знаходиться на хвостовику за верхнім важелем.
SPR310 стандартна модель. Ствольна коробка нікельована або воронена. Довжина стволів 26 або 28 дюймів.
SPR310S спортивна модель. It has ported barrels that are 29½ inches in length.